# Koncentrace (procesní právo)
Koncentrace v procesním právu označuje nutnost provést určité úkony do zákonem stanoveného časového okamžiku (koncentrovat je), jinak k nim už nebude brán zřetel. Uplatnění této koncentrační zásady lze nalézt především v civilním procesu.  
Platí to např. u směnečného nebo šekového platebního rozkazu, kde je podle § 175 občanského soudního řádu potřeba do 15 dnů od doručení podat námitky spolu s odůvodněním, proč je platební rozkaz odmítán. Později uplatněné důvody již soud zkoumat nebude.
V klasickém nalézacím řízení je pak dle § 118b občanského soudního řádu potřeba uvést všechny skutečnosti rozhodné pro posouzení věci a označit všechny důkazy k jejich prokázání do skončení přípravného jednání, respektive do skončení prvního jednání ve věci. Později označené důkazy a uvedené skutečnosti už mohou být podkladem soudního rozhodnutí jen tehdy, jestliže např. nemohly být dříve nezaviněně realizovány. O tom však musí být účastník řízení vždy poučen.